# Haruj
Haroudj ou Haruj (arabe : هروج) est un champ volcanique qui s'étend sur 45 000 km2 dans le centre de la Libye. Il contient environ 150 volcans, dont de nombreux cônes de scories basaltiques et environ 30 petits volcans boucliers, avec des cratères et coulées de lave. Une étendue noire monte sur le sable entourant à environ 800 mètres et est couronnée par une série de volcans, le Qarat-al-Sab'ah, avec des altitudes atteignant 1 200 mètres.